# Astrološke kuće
Astrološke kuće u horoskopu su podjela horoskopskog kruga na 12 segmenata koje dobivamo pomoću vremena i mjesta rođenja osobe kojoj izrađujemo horoskop. Postoje različiti sustavi podjela 360° na različite vrste kuća. Svih 12 kuća mogu biti jednake veličine (jednak sustav kuća) ili se koriste drugi sustavi kao što su Placidus, Koch, Campanus i mnogi drugi. 
Prilikom računanja natalne karte koristimo vrijeme i mjesto rođenja da izračunamo podznak ili ascendent (ASC) - točka na istoku u trenutku rođenja (izlazeća točka Sunca) koja ujedno predstavlja vrh ili početak prve kuće. Važne točke u horoskopu su još descendent, medium coeli i imum coeli.
Medium coeli, zenit, (MC) - točka iznad mjesta za koje se računa zenit. Zenit je vrh desete kuće. Time su istovremeno određeni i početak sedme kuće - descendent (nasuprot prve) i početak četvrte kuće - Imum coeli (nasuprot desete). Kako, međutim, odrediti početak druge i treće kuće, odnosno, osme i devete, je stvar za raspravu. Način tog određivanja je tzv. sustav kuća. Za sada nema "najboljeg" sustava kuća, a najčesće se koristi oko 25. Najjednostavniji je sustav jednakih kuća: svaka kuća ima po 30°. Sljedeći poznati sustav je Placidusov.  Pošto je taj sustav bio dostupan (a drugi nisu) i pošto se pokazao kao dosta dobar, prihvaćen je kao neslužbeni standard. To je sustav nejednakih kuća: neke kuće su manje (ponekad u jednom te istom znaku), neke su veće. Poznat je i Kochov sustav koji se u zapadnoj astrologiji sve više koristi.

## Ascendent
Od svih kuća najvažnija je prva kuća, tj. ascendent - vrh prve kuće. Ascendent, ili kako je u narodu popularnije, podznak, u stvari znači uzlazni znak. Akademska astrologija inzistira na preciznoj upotrebi termina i definicija, zato odmah treba naglasiti da ustaljena upotreba termina "podznak" nije opravdana, ali se ovaj pojam i termin udomaćio u praksi i najčešće se koristi.
Dakle, pravilno je reći ascendent ili uzlazni znak.
Osnovna definicija ascendenta glasi: precizni stupanj zodijaka na istočnom horizontu u trenutku nečijeg rođenja. Zodijački znak koji zauzima taj položaj naziva se "uzlazni znak" ili ascendent. Dakle, ascendent je znak koji se uspinje istočnim horozontom u trenutku nečijeg rođenja (zahvaljujući rotaciji Zemlje po svojoj osi), onako kako je viđen s mjesta rođenja.

## Podjela kuća
- Kutne kuće (angularne, kardinalne): prva, četvrta, sedam i deseta.
- Sljedujuće kuće (sukcedente, fiksne): druga, peta, osma i jedanaesta.
- Padajuće kuće (kadentne, promjenljive): treća, šesta, deveta i dvanaesta.

### Prva kuća
Rođenje. Način na koji se "predstavljamo", prvi utisci, vanjskost, pojava, držanje, raspoloženje. Temperament, narav. Fizički izgled (stas, ten), vitalnost, snaga, zdravlje. 
Glava i lice.
Istok.

### Druga kuća
Materijalno stanje, bogatstvo/siromaštvo, financije, novac, zarada, profit/gubitak. Osobna dobra i pokretna imovina, stvari. Sposobnost za sticanje, vrijednosni sustav, osjećaj vlastite vrijednosti, hedonizam. Način na koji zarađujemo za život. 
Banka, trezor, blagajna, burza...
Grlo, vrat i dio prema ramenima.
Istok-sjeveroistok.

### Treća kuća
Način na koji komuniciramo, sposobnost da artikuliramo i prenesemo informaciju, komunikativnost ili nekomunikativnost. Način na koji razmišljamo, intelekt. 
Braća i sestre, rođaci, rodbina, susjedi, susjedstvo, okolina u kojoj živimo. 
Osnovna škola, đački život.
Kratka ili svakodnevna putovanja, prijevozna sredstva, promet.
Komunikacije općenito - pošta, pisma, telefon, poruke, dopisivanje, izvješća, novine, magazini, radio, TV, kompjuteri. Pisanje, razgovori, tračevi, laži, rasprave. 
Govornici, poštari, posjetioci, gosti.
Ramena, ruke, šake, prsti.
Sjever-sjeveroistok.

### Četvrta kuća
Obitelj, dom, roditelji i općenito obiteljska situacija i atmosfera u djetinjstvu (materijalna i emocionalna), rana emocionalna iskustva, psihološki temelji, osjećaj sigurnosti i zaštite, naslijeđe od roditelja, očevina. Emocionalno okruženje. Majka ili otac - majka u muškom, otac u ženskom horoskopu, ali nije nužno tako. 
Povijest, korijeni, predci, tradicija, domoljublje, nacionalizam. Kuća, zemlja, nepokretna imovina, grob, domovina, rudnici, skrivene stvari, podzemlje. Starija dob. Početak i kraj svega.
Grudi, pluća, želudac.
Sjever.

### Peta kuća
Djeca, zdravlje i stanje djece, trudnoća, začeće. Plodnost, talentiranost, kreativnost, samorealizacija. Ljubavne veze, udvaranje, romance, seks. Promiskuitet, seksualna inhibiranost, nemoralnost. Veselje, radost, zadovoljstvo.
Sve ono što radimo iz ljubavi, užitka ili zabave i mjesta vezana uz to. Veselja, gozbe, prijemi, ples, glazba, koncerti, kazališne predstave. Luksuzne stvari, darovi, ukrasi, odjeća, cvijeće, hrana, piće. Umjetnost, industrija zabave, igra i sport, hobi, lutrija, kockanje u bilo kojem obliku. Galerije, kazališta, diskoteke, pabovi, kafići, restorani, zalogajnice, igraonice, rekreacijski centri, sportski tereni i dvorane, parkovi, kladionice, kockarnice.
Srednja škola.
Srce, jetru, želudac, bokove, leđa.
Sjever-sjeverozapad 

### Šesta kuća
Bolest, slabost, patnje, nevolje. Higijena, ishrana, zdravstveno stanje. Liječnici, bolničari, medicinske sestre, njegovateljice. 
Podređeni i oni koji rade za nas: podređeni poslovni suradnici, zaposlenici, posluga, "majstori" (električar, vodoinstalater, zidar, mehaničar...), najamni radnici, podstanari.
Uobičajeni poslovi u domaćinstvu i stvari (alati, uređaji) kojima se obavljaju, svakodnevne obaveze, rutine i navike. Radno mjesto.
Kućni ljubimci i male životinje (manje od koze). Poljoprivrednici, stočari, pastiri. Državne i javne službe, sindikati, zanatska udruženja.
Donji želudac, crijeva.
Zapad-sjeverozapad.

### Sedma kuća
Brak, veze, partnerstvo općenito, suprug, ljubavnik/ljubavnica, poslovni partner. Protivnici, opozicija, suprotna strana u sporovima. Odnosi s drugima, ugovori, suradnja. Javnost, javni neprijatelji. 
Reproduktivni sustav, zdjelica.
Zapad.

### Osma kuća
Smrt, operacije, krize, duševne patnje, tuga, najdublji strahovi, inhibirajući faktori, strasti, seks, okultizam, magija. 
Partnerov novac, tj. općenito novac koji pripada drugima; podrška javnosti; nasljedstva, oporuke; financijske obveze, dugovi, pozajmice...
U psihološkom smislu - otpuštanje i transformacija.
Organi ekstrakcije.
Zapad-jugozapad.

### Deveta kuća
Životna filozofija, svjetonazor. 
Daleka putovanja, strane zemlje, stranci, međunarodne komunikacije i promet, pomorski i zračni promet, turistička putovanja. Religija, crkva, svećenstvo, hodočašća, vjera, moralnost, filozofija, znanost, mudrost, nadahnuća, vizije, snovi, proricanje, astrologija, proširenje znanja, istraživanje; znanstvenici, istraživači, profesori. Viši oblici znanja, težnja ka spoznaji, akademsko obrazovanje, učenost, fakulteti. Zakon, pravnici, oni od kojih tražimo savjet. Izdavaštvo, knjige.
Kukovi, zadnjica.
Jug-jugozapad

### Deseta kuća
Profesija, posao; poslodavci, šefovi, nadređeni. Ambicioznost, karijera. Status, ugled, čast, prestiž, moć, slava ili sramota, ozloglašenost, negativni publicitet; reputacija. Autoriteti, dostojanstvenici, oni koji imaju moć i oni koji provode zakon: kraljevi, prinčevi, vojvode, državnici, diktatori, premijeri, ministri, sudije, policija...
Jedan od roditelja, onaj koji predstavlja uzor, obično roditelj istog spola.
'Oči javnosti'
Butine, koljena.
Jug.

### Jedanaesta kuća
Prijatelji, tuđa djeca, socijalne i humanitarne aktivnosti, društvena svijest, neemotivni odnosi. Ideali, nade, planovi, želje; sloboda, optimizam, utopije. Ljubav koju primamo (nasuprot petoj kući - ljubav koju pružamo). Mirovina, novac od socijalne skrbi.
Listovi, gležnjevi.
Jug-jugoistok.

### Dvanaesta kuća
Zatvorena, izolirana, nepristupačna, skrivena mjesta; bolnice, ludnice, zatvori, koncentracioni logori, azili, samostani, otoci, prekooceanske zemlje. 
Posljedice prijašnjih djelovanja, žalost, duševna patnja, bijeda, odvojenost, izoliranost, restrikcije, zarobljeništvo, prisilan rad, progonstvo, uroci. Tajne, skriveni poroci, sram, strahovi, brige, osjećaj krivnje, samokažnjavanje, samouništenje. Psihičko zdravlje. Milosrđe. Mistična iskustva, transcendiranje ega.
Tajni neprijatelji, vračare, špijuni, izdajice, saboteri, kriminalci, tajne organizacije, ilegalne grupe, beskućnici.
Velike životinje (veće od koze), divlje životinje.
Stopala.
Istok-jugoistok.